# ووريورز أوروتشي
لعبة ووريورز أوروتشي وتسمى في النسخة اليابانية (無双OROCHI Musō Orochi)، أنتجت اللعبة سنة 2007 كلعبة تقطيع وذبح، والتي تجمع بين شخصيات سلسلة داينستي واريورز وسلسلة ساموراي واريورز، هذه اللعبة كانت الجزء الأول من سلسلة واريورز أوروتشي.